# 中野香織
中野 香織（なかの かおり、1962年6月8日 - ）は、日本のエッセイスト・服飾史家。ラグジュアリー文化を対象に取材、執筆、講演、教育、企業アドバイザリーに携わる。

## 略歴
富山県立富山中部高等学校理数科卒。1981年、東京大学文学部文科Ⅲ類に入学。1985年に文学部を卒業後、教養学部イギリス科に学士入学し、1987年に卒業。1994年、東京大学大学院総合文化研究科地域文化研究専攻博士課程を満期退学。
在学中の19歳のときに旅行ライターとして執筆を始め、ケンブリッジ大学客員研究員、東京大学教養学部非常勤講師などを経て、服飾史家として本格的に研究・執筆・講演に携わる。2008年度から2017年度まで明治大学国際日本学部特任教授。2018年、総合研究所、株式会社Kaori Nakanoを設立。2019年度から2021年度まで昭和女子大学国際学部英語コミュニケーション学科客員教授。2021年秋冬の経済産業省「ファッション未来研究会」委員。2021年より京都クリエイティブ・アッサンブラージュ専門家講師。

## 著書
- 『スーツの神話』 文藝春秋〈文春新書〉、2000年3月、ISBN 4-16-660096-6
  - 加筆修正され『スーツの文化史』として電子書籍化（2013年7月）
- 『モードの方程式 : Satisfashion for Men and Women 』 新潮社、2005年2月、ISBN 4-10-474701-7
  - 『モードの方程式』 新潮社〈新潮文庫〉、2007年6月、ISBN 978-4-10-131971-1
- 『着るものがない!』 新潮社、2006年10月、ISBN 4-10-474702-5
- 『ダンディズムの系譜 : 男が憧れた男たち』 新潮社〈新潮選書〉、2009年2月、ISBN 978-4-10-603630-9
- 『愛されるモード』 中央公論新社、2009年2月、ISBN 978-4-12-004004-7
- 『モードとエロスと資本』 集英社〈集英社新書〉、2010年5月、ISBN 978-4-08-720543-5
- 『紳士の名品50 = The Gentleman's World Through 50 Masterpieces』 小学館〈小学館セレクトムック〉、2016年5月、ISBN 978-4-09-103777-0　　　　
  - 加筆修正され『紳士は名品を作る』として電子書籍化（2022年12月）
- 『ロイヤルスタイル 英国王室ファッション史』 吉川弘文館、2019年6月、ISBN 978-4-642-08355-3
- 『「イノベーター」で読むアパレル全史 = Apparel Innovators』 日本実業出版社、2020年1月、ISBN 978-4-534-05752-5
- 『「イノベーター」で読むアパレル全史　増補改訂版』日本実業出版社、2025年6月、ISBN 978-4-534-06195-9

### 共著
- 『フォーマルウェアの教科書〈洋装・和装〉』 日本フォーマルウェア文化普及協会監修、横山宗生・赤木南洋共著、日本フォーマルウェア文化普及協会（発行）、ネコ・パブリッシング（発売）、2019年9月、ISBN 978-4-7770-5458-9
- 『新・ラグジュアリー = DECAMERON ABOUT NEW LUXURY : 文化が生み出す経済10の講義』 安西洋之共著、クロスメディア・パブリッシング、2022年3月、ISBN 978-4-295-40663-1
- 『英国王室とエリザベス女王の100年』君塚直隆と解説、宝島社ムック、2022年12月、ISBN 978-4-299-03700-8

### 翻訳
- アン・ホランダー『性とスーツ 現代衣服が形づくられるまで』  白水社、1997年11月、ISBN 4-560-04643-3
- ジャネット・ウォラク『Chanel : シャネル スタイルと人生』 文化出版局、2002年10月、ISBN 4-579-30402-0
- エイザ・ブリッグズ『イングランド社会史』 今井宏, 中野春夫共訳、筑摩書房、2004年6月、ISBN 4-480-85758-3

### 監修・監訳
- 『英和ファッション用語辞典』 研究社辞書編集部編、研究社、2010年4月、ISBN 978-4-7674-3466-7
- リサ・チェイニー『シャネル、革命の秘密』 ディスカヴァー・トゥエンティワン、2014年4月、ISBN 978-4-7993-1473-9
- ジョン・T・モロイ『服を味方にすれば仕事はうまくいく : ネイビージャケットからはじめる働く女性のファッションルール』 八重田暁子訳、ディスカヴァー・トゥエンティワン、2018年8月、ISBN 978-4-7993-2315-1
- 『もっと自分らしく生きるココ・シャネル31の言葉日めくり』（カレンダー） JTBパブリッシング、2021年9月、ISBN 978-4-533-14655-8
- ジェニー・リスター著『時代を変えたミニの女王　マリー・クワント』グラフィック社、2022年12月、ISBN 978-4-7661-3691-3

## 連載
- 「流行通信」誌において「From Preview Room」(1987年)
- 「流行通信」誌において「テクノロジー」(1988年）
- 「NAVI」誌において「スタイリッシュ・カリズマ」(1999 - 2000年)
- 「ENGINE」誌において「映画の中の英語」(2001年)
- 「日本経済新聞」において「地球はおもしろい　イギリス」(2001年)
- 「日本経済新聞」において「モードの方程式」(2001 - 2008年)
- 「キネマ旬報」誌において「ドーバー越えて」(2002 - 2006年)
- 「Gentry」誌において「ダンディズムへの招待状　気高き男たちの精神史」(2004 - 2005年)
- 「Gentry」誌において「ジェントルマンの履歴書」(2005 - 2006年)
- 「翼の王国(ANA)」誌において「Who's who」(2006 - 2007年)
- 「ハーパースバザー」誌において「落日のマッチョ」(2006 - 2007年)
- 「朝日新聞」において「コロモのココロ」(2006 - 2008年)
- 「STORY」誌において「ブランドスト―リー」(2006 - 2008年)
- 「25ans」誌において「ダイアナ妃物語」(2007年)
- 「25ans」誌において「ラグジュアリー・クエスト　贅沢の本質」（2008年）
- 「25ans」誌において「中野香織のリュクシーなモード」（2009年）
- 「FRaU」誌において「ドルチェを待ちながら」(2007 - 2010年)
- 「uomo」誌において「その着こなしに理由あり　エレガンスの社会学」(2007 - 2008年)
- 「サライ」誌において「紳士のもの選び」(2010 - 2014年)
- 中国「端麗服飾美容」において「中野香織ファッションコラム (2010 - 2014年)
- 「北日本新聞」別冊「まんまる」において「ファッション歳時記」(2011年7月 - 2022年10月 )
- 「マグナカルタ」誌において「ダンディズム白熱教室」(2012 - 2013年)
- 「リシェス」誌創刊号より「リシェス・オブリージュ　富の品格」(2012 - 2014年)
- 「読売新聞」において「スタイル　アイコン」(2013年 - 2022年)
- 「メンズプレシャス」公式ウェブサイトにて「伝説のジェントルマンかく語りき」(2013年 - )
- 「リシェス」誌において「世界のソーシャル・カレンダー」(全４回)(2015年）
- 「ダーバン」公式ウェブサイトにて「Man of Dandyism 中野香織が考えるダンディズムの定義」(全6回) (2015年)
- 「フェアファクス」公式ウェブサイトにてメンズファッションコラム (2015年)
- 「日本経済新聞」において「モードは語る」(2017年 -2025年3月 )
- 「婦人画報.jp」において「フォーマルウェアの基礎知識」（2019年12月 - 2021年12月）
- 「kotoba」において「Ｓ＆Ｆ　スポーツとファッション」（2020年3月 - 2021年12月）
- 「JBpress autograph」にて「モードと社会」(2020年5月 -  )
- 「Forbes Japan」において「ポストラグジュアリー360°の風景」（安西洋之との共著、2020年12月 -   )
- 「北日本新聞」別冊「ゼロニイ」において「ラグジュアリーの羅針盤」（2022年11-  )
- 「日本経済新聞」において「ラグジュアリー・ルネサンス」（2025年4月- )

## メディア出演
- NHK　BSプレミアム8　プレミアム8 『世界史発掘！時空タイムス編集部』 「華麗なる戴冠式～エリザベス女王の苦悩」(2009年9月1日）
- NHK　教育テレビ『となりの子育て』「知りたいっ！　子どものおしゃれ心」（2009年11月7日）
- フジテレビ　『笑っていいとも！』「芸能人ファッションチェック」（2011年10月6日）
- フジテレビ　『笑っていいとも！』「芸能人ファッションチェック」（2011年10月13日）
- NHK　Eテレ　『団塊スタイル』「センスを磨く！　男のファッションレッスン」（2012年6月1日）
- J-Wave 『Hello World』 「大人の夏期講習第一弾　ファッション文化論』（2012年8月7日）
- テレビ大阪　『ヨクトビラ』「コッドピースの歴史」（2012年8月28日）
- フジテレビ　『ノンストップ』「アルマーニ銀座タワー　5周年記念パーティー徹底レポート』（2012年12月5日）
- J-Wave 『LEON presents Style You Up!』「モテる男のファッション」（2013年2月12日）
- J-Wave 『チャーリー・ヴァイスのパーティ―』(2014年11月30日）
- J-Wave 『Hello World』「時代とスーツの関係」（2015年10月2日）
- J-Wave 『スマイル・オン・サンデー』「スーツ生誕350年」（2016年5月15日）
- J-Wave 『World Air Current』「Fly to London」（2016年12月31日）
- J-Wave 『Across The Sky』「Diana Shoes New Look」（ヴィヴィアン・ウェストウッド映画解説）（2018年12月23日）
- J-Wave 『Good Neighbors』「森ビル東京パスポート」（2018年12月25日）
- NHK World 『Kawaii International』 「#100 Forever Young ~ A Love Letter to Lolita~」（2019年2月8日）
- J-Wave 『Across The Sky』「Diana Shoes New Look」（女王映画のみどころ解説）（2019年3月3日）
- KNBラジオ　『でるラジ』「最近のファッション現象から時代を見る」（2019年7月1日）
- KNBラジオ　『でるラジ』「靴の日にちなみ、ヒールの話題」（2019年9月2日）
- NHK総合　『チコちゃんに叱られる』「スーツの襟穴はなんのために開いている？」（2020年1月17日）
- 鎌倉FM　『No Antique No Life』（2022年4月4日）
- 日本テレビ　『バンキシャ』（エリザベス女王のファッション解説、リモート出演）（2022年9月11日）
- NHK 『ニュースウォッチ９』（エリザベス女王がファッションに込めた思い　スタジオ解説）（2022年9月19日）
- ニコニコ美術館『Bunkamura ザ・ミュージアム「マリー・クワント展」を巡ろう」 (2022年12月8日）
- フジテレビ『イット』（チャールズ国王とロイヤルファミリーのスーツ解説）（2022年12月23日）
- Tokyo FM 系列 FM Bird 『President Station Tokyo』「ヨーロッパのラグジュアリー領域の歴史と最新動向」 (2025年4月20日）
- BS フジLIVE「PRIME NEWS」「指導者の装いに込められた意味　『服』から読み解く国家戦略」（2025年5月5日）

## その他
- 「マリー・クワント展」展覧会翻訳監修（Bunkamura ザ・ミュージアムにて2022年11月26日-2023年1月29日開催）